# Tiira (aereo)
Il Tiira fu un aereo da turismo finlandese, caratterizzato dalla costruzione interamente artigianale a cura dell'agricoltore Raimo Päätalo.

## Storia del progetto
All'inizio degli anni settanta del XX secolo l'agricoltore Raimo Päätalo (nato nel 1947) residente a Sanginjoki decise di costruire un proprio aereo utilizzando del materiale di scarto della propria azienda agricola.  Päätalo non aveva alcuna esperienza nel settore dell'aviazione, e prima di iniziare il progetto studiò leggendo delle riviste aeronautiche trovate nella biblioteca locale.
Il velivolo, un monoplano ad ala alta, monoposto, monomotore, fu completato nel 1973. Esso era costruito utilizzando per il telaio di fusoliera e ala dei tubi per mobili saldati, mentre per il rivestimento della pellicola di plastica utilizzata per ricoprire le serre. Il propulsore era un motore boxer automobilistico Volkswagen, della cilindrata di 1300 cc, erogante la potenza di 50 CV, che azionava un'elica bipala realizzata con legno di betulla. Il velivolo era monoposto, con l'abitacolo aperto. Il carrello di atterraggio era costituito da due sci. Nella fase iniziale l'aereo aveva un piccolo motore di soli 1300 centimetri cubi, la cui potenza non era sufficiente per decollare in sicurezza. Il primo anno il velivolo effettuò solo dei piccoli salti in aria e successivo ritorno a terra.
Quando Päätalo decollò per la prima volta nell'inverno del 1976, dietro al progetto vi erano tre anni di pianificazione, costruzione e addestramento al volo.
Pur non disponendo di alcuna nozione di pilotaggio Päätalo lo utilizzò fino al 1977, volando per circa 70 ore. Il suo hobby del volo avrebbe potuto continuare più a lungo, ma nel 1977 il Tiira 1 fu avvistato sul radar di controllo del traffico aereo di Oulu, e dopo le opportune ricerche fu trovato e sequestrato. Päätalo iniziò ad avere problemi quando i piloti della compagnia Finnair rimasero sorpresi dall'apparizione di uno strano velivolo nel loro campo visivo. Il tribunale di Oulu ha condannato il talentuoso artigiano a una multa di 650 marchi. Acquistato da un collezionista, oggi e possibile ammirare la macchina presso il Museo dell'aviazione della Finlandia centrale.
Päätalo costruì un secondo aereo, il Tiira 2, nel 1983. Il Tiira II era una versione migliorata del primo, pesava cinquanta chili in meno, era un po' più corto e aveva una struttura più leggera. La velocità massima si avvicina ai 200 km/h, mentre la tangenza superava i 3000 m.  Il propulsore era un motore boxer automobilistico Volkswagen, della cilindrata di 1600 cc.
Il suo utilizzo comportò al proprietario una pena detentiva, sospesa, di quattro mesi, con la polizia che gli sequestrò l'elica per impedirgli di volare. Successivamente, Päätalo costruì un terzo velivolo, il Tiira 3.
Nel 2010 Päätalo decollò da Sanginjoki con il Tiira 3, e atterrò sul campo d'aviazione di Ahmosuo. Dopo aver trascorso del tempo sul campo di Ahmosuo, l'uomo decollò e rientrò  a Sanginjoki. Per questo fatto Päätalo venne condannato a 50 giorni di prigione per aver guidato un aereo senza brevetto e due violazioni sui regolamenti dell'aviazione civile. L'uomo ha dovuto pagare un totale di 400 euro di multa.
Il 30 agosto 2014, il controllo del traffico aereo ha individuato sul radar un piccolo aereo autocostruito a una distanza di circa 60 chilometri dall'aeroporto di Oulu e ne ha informato la polizia. Il pilota venne sospettato di una violazione sul regolamento dell'aviazione e guida di un aereo senza brevetto. La polizia aveva informazioni sulle precedenti attività simili dell'uomo.

### Fonti
1. 1 2 3 4 5 6 7 8 9 10 11 12  Reportaasi.
2. 1 2 3  Areena.
3. 1 2 3 4 5  Kaleva.
4. 1 2 3  Kaleva.